# سموأل بن عادیا
 سموأل بن عادیا  از شاعران مشهور دوران جاهلیت عرب ، و یکی از با وفاترین مردان آن دوران، نام کامل وی: ( سموأل بن غریض بن عادیاء الأزدی ). وی بر دیانت یهودیت می‌زیست. نام وی نامی عبری است، شاعر وحکیم، واسمش معرب از نام (شْمُوئِیل (שְׁמוּאֵל)، از شِیم: اسم، إِیلْ: الله، أی سمّاه الله). وی در نیمه أول از قرن ششم میلادی می‌زسته‌است. از ساکنان خیبر، مابین حصن الأبلق وخیبر متنقل بود، حصن الأبلق از جدش «عادیا» به أرث برده بود، بعداً به‌طور نهایی در همین حصن سکنا گذید. از مشهورترین قصیدهٔ  سموأل  لامیته‌ای است که مطلع آن:
| إذا المرء لم یدنس من اللؤم عرضه |  | فکل رداء یرتدیه جـمیل |

امرئ القیس بن حجر الکندی شاعر پرآوازهٔ عرب هنگامی که برای استمداد به روم نزد قیصر رفت، دروع و أفزار جنگی وأثاث گرانبهای خودرا نزد «سموأل» به أمانت گذاشت.
«سموأل» از شخصیات مشهور تیماء بوده که به صدق وحق گویی، وأمانت داری معروف بوده‌است. لذا «امرؤالقیس» دروع و أشیاء گران قیمت خود را نزد وی به أمانت گذاشته بود، که داستان آن با تصرفی فراوان مشهور است.
شاه غسانی حارث سوم که با امرؤالقیس دشمنی داشت، هنگامی از مسئلهٔ أمانت نزد «سموأل» متوجه شد قلعه را محاصره نمود ودرخواست کرد که دروع امرؤالقیس به وی تحویل بدهند، أما سموأل درخواست وی را رد کرد، و گفت من أمانت را خیانت نمی‌کنم، درهنگامی که حارث غسانی قلعه سموأل در محاصره داشت یکی از پسران «سموأل» دستگیر نمود و گفت أگر أمانت «امرؤالقیس الکندی» به من تحویل ندهید پسرت را می‌کشم، سموأل برعهد خود پای برجاه ماند وأمانت امرؤالقیس را حفظ نمود، حارث پسر وی را بکشت وقلعه را رها نمود. در اینجا «سموأل» این بیت شعر را سرود:
| وفیت بأدرع الکندی انی |  | اذا ما خان أقوام وفیت |

## نسب سموأل
نسب سموأل چنانکه در قصیدهٔ مشهوری خود ذکر نموده أست، به قبیلهٔ «بنی الدیان» می‌رسد. همچنین مورخ «القلقشندی» می‌گوید:(بنو الدیان) بفتح الدال، :(بطن من بنی الحارث بن کعب بن القحطانیة)، ونام وی:(یزید بن قطن بن زیادة الحارث بن کعب بن الحارث بن کعب) است.
و از روساء نجران در دوران قدیم بودند، همچنین «عبد المدان بن الدیان» از فرمانروایان یمن بودند.
در این مورد مؤرخ: «أبو محمد بن قتیبة الدینوری» می‌نویسد: بنی الحارث بن کعب که «بنی الدیان» از شاخهٔ آن‌ها تفرع شده‌است بر دیانت یهودیت بوده‌اند. بنابراین «سموأل» از نژاد عرب است، ونسبش به (کعب بن مذحج بن قحطان) می‌رسد.

## نمونهٔ أشعار
| تعیرنا بأنا قلیل عدیدنا         |  | فقلت لها إن الکرام قلیل     |
| وما ضرنا أنا قلیل وجارنا        |  | عزیز وجار الأکثرین ذلیل     |
| إذا المرء لم یدنس من اللؤم عرضه |  | فکل رداء یرتدیه جمیل        |
| وإن لم یحمل علی النفس ضیمها     |  | فلیس له إلی حسن الثناء سبیل |